# María Paulina Aguirre
María Paulina Aguirre Suárez (Loja, 29 de abril de 1958)es una abogada y magistrada ecuatoriana que fungió como presidenta de la Corte Nacional de Justicia de Ecuador. Asumió el cargo en enero de 2018, convirtiéndose en la primera mujer en ocupar el cargo desde la creación de la Corte Nacional,en 1830.

## Biografía
Realizó sus estudios superiores en la Universidad Nacional de Loja, donde obtuvo el título de abogada y licenciada en ciencias sociales, políticas y económicas. Posteriormente se especializó en derecho administrativo en la Universidad Andina Simón Bolívar y obtuvo una maestría en derecho procesal en la Universidad Técnica Indoamérica.
Inició su carrera judicial como secretaria relatora de la Corte Superior de Quito. Otros cargos que desempeñó incluyen: jueza de inquilinato de Quito, jueza de trabajo de Pichincha, presidenta de la primera sala de lo laboral, niñez y adolescencia de la Corte Superior de Quito, entre otros.
En 2012 fue nombrada magistrada de la Corte Nacional de Justicia de Ecuador tras ganar un concurso de méritos y reconocimientos. En 2015 pasó a ser presidenta subrogante de la Corte.
El 26 de enero de 2018 fue elegida por unanimidad y posesionada como Presidenta de la Corte Nacional de Justicia de Ecuador.
Durante la evaluación realizada a los jueces de la Corte Nacional de Justicia en 2019, Aguirre fue la mejor puntuada, con una calificación de 90.77 sobre 100.